# Shīveh Berow
Shīveh Berow (persiska: شیوه برو) är en ort i Iran.   Den ligger i provinsen Västazarbaijan, i den nordvästra delen av landet, 600 km väster om huvudstaden Teheran. Shīveh Berow ligger 1 963 meter över havet och antalet invånare är 396.
Terrängen runt Shīveh Berow är kuperad åt nordost, men åt sydväst är den bergig.Runt Shīveh Berow är det ganska tätbefolkat, med 108 invånare per kvadratkilometer. Närmaste större samhälle är Oshnavīyeh, 14,2 km söder om Shīveh Berow. Trakten runt Shīveh Berow består i huvudsak av gräsmarker.